# Adah Belle Thoms

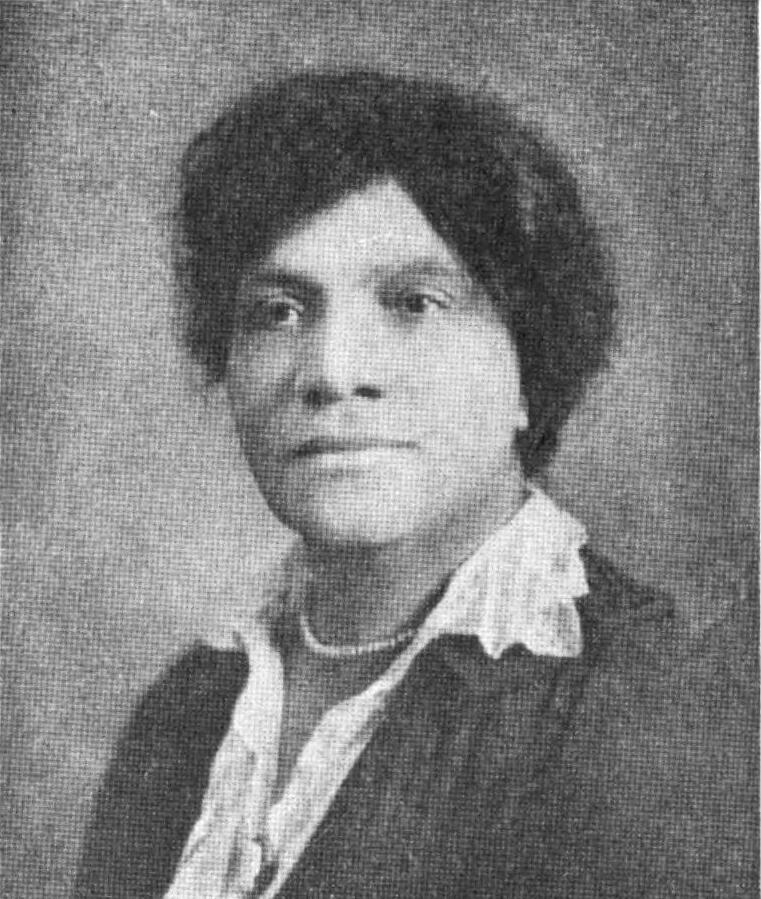
Adah Belle Thoms (Foto 1940 veröffentlicht)

Adah Belle Thoms, auch Adah Belle Samuels Thoms (* 12. Januar 1870 in Richmond (Virginia); † 21. Februar 1943 in New York City), war eine afroamerikanische Krankenschwester und Vorkämpferin für die Gleichberechtigung schwarzer Pflegekräfte in den Vereinigten Staaten von Amerika. Sie ebnete schwarzen Krankenschwestern den Weg in das amerikanische Rote Kreuz und war Gründungsmitglied und Präsidentin der National Association of Colored Graduate Nurses.
Adah Belle Samuels Thoms wurde am 12. Januar 1870 in Richmond als Tochter von Harry und Melvina Samuels geboren. Als junge Frau war sie kurz verheiratet und behielt den Ehenamen Thoms bei. Thoms arbeitete zunächst in Virginia als Lehrerin, ging dann aber wegen der besseren Bildungschancen für schwarze Frauen in den 1890er Jahren nach New York. Dort besuchte sie die Cooper Union um Rhetorik und Rede zu studieren. Anschließend besuchte sie die Woman's Infirmary and School of Therapeutic Massage und legte ihr Pflegeexamen 1900 ab. Danach besuchte sie die Lincoln Hospital and Home School of Nursing, ebenfalls in New York, und graduierte 1905. An eben dieser Einrichtung arbeitete sie von 1906 bis 1923 als Leiterin, wegen der damals herrschenden Rassendiskriminierung wurde ihr der Titel einer Direktorin jedoch verwehrt.
Gemeinsam mit Martha Minerva Franklin organisierte Thoms das erste Treffen schwarzer Schwestern in New York und gründete mit ihr und Mary Eliza Mahoney die National Association of Colored Graduate Nurses (NACGN). Thoms engagierte sich auch international für die Belange schwarzer Pflegekräfte und besuchte 1912 die Konferenz des International Council of Nurses in Köln. Thoms wurde 1916 Präsidentin der NACGN und nutzte ihre Position, um intensiv für die Zulassung afroamerikanischer Krankenschwestern zum amerikanischen Roten Kreuz während des Ersten Weltkriegs. Die Mitgliedschaft beim Roten Kreuz war der Weg um im U.S. Army Nurse Corps dienen zu dürfen. Jane A. Delano, die Vorsitzende des amerikanischen Roten Kreuzes wurde zur Verbündeten Thoms und schließlich willigte der Surgeon General im Juli 1918 ein, eine begrenzte Anzahl schwarzer Schwestern im Nurse Corps zuzulassen.
Thoms heiratete 1921 ein zweites Mal, ihr Mann Henry Smith starb binnen Jahresfrist. Sie veröffentlichte 1929 die erste historische Abhandlung über schwarze Pflegekräfte: The Pathfinders: A History of the Progress of Colored Graduate Nurses. Im Jahre 1936 erhielt sie als erste Krankenschwester die Mary Mahoney Medal. Sie blieb in New York und engagierte sich vor allem für eine verbesserte Ausbildung junger afroamerikanischer Krankenschwestern, ehe sie dort am 21. Februar 1943 starb.
Posthum wurde sie mit der Aufnahme in die American Nurses Association Hall of Fame 1976 geehrt. 2001 wurde sie in die Virginia Nursing Hall of Fame aufgenommen.